# La storia del mantello magico
La storia del mantello magico ai confini del mondo di Oz (Queen Zixi of Ix, or The Story of the Magic Cloak) è un libro di Lyman Frank Baum pubblicato in lingua inglese nel 1904 e in italiano il 7 aprile 2015 dalla Donzelli.
Dato che non è ambientato nel Paese di Oz, non rientra nella lista dei Libri di Oz. Le vicende si svolgono per lo più a Nolandia e a Ixlandia, separate da Oz dal Deserto Desolato.

## Trama
Nella Foresta incantata di Burzee, Lulea, la regina delle fate, è stanca di ballare in continuazione e propone alle sue amiche di fare qualcos'altro per passare il tempo. Dopo molte proposte, Lulea decide di tessere un mantello magico, che avrebbe consentito di esprimere un solo desiderio a chi lo avesse indossato, purché l'indumento non fosse stato rubato.
Una volta tessuto, le fate si guardarono intorno per decidere a chi darlo, quando arrivò Dorella, la fata protettrice del re di Nolandia: aveva tardato perché il suo pupillo era morto senza alcun erede.
Le fate allora decisero di far riferimento all'uomo nella Luna, che gli disse di darlo alla persona più infelice del mondo.
Nel frattempo nella città di Notopia, capitale di Nolandia, i cinque consiglieri del re (Monoforte, Manolesta, Manoferma, Manbassa e Manovaldo) decidono di consultare il libro delle leggi, che avrebbe detto loro come risolvere la situazione.
Il libro dice che la quarantasettesima persona che avesse attraversato la porta di Notopia, sia costui donna, uomo, bambino, ricco, povero o nobile, diventerà immediatamente il re di Nolandia.
Nel frattempo il traghettatore padre di Rita e Timoteo, morì in un naufragio, così i due orfani andarono a vivere dalla severa zia Rivetta nella città di Notopia. Durante il viaggio, la fata Dorella porse a Rita il mantello che desiderò di essere di nuovo felice.
Il giorno stesso, la zia, Timoteo, detto Lallo, e Rita, chiamata da tutti Fiocco, si trovavano alla soglia della porta di Notopia e il fato volle che la quarantasettesima persona fosse Lallo.
Durante i giorni a palazzo, Giucco, il maggiordomo reale, i cinque consiglieri e la zia Rivetta, indossarono il mantello magico esprimendo un desiderio.
Nel regno di Ixlandia, Quavo, il messaggero reale, riferì del mantello magico alla regina Zixi (strega pluricentenaria con l'aspetto di una giovane), la quale schiera le truppe per impossessarsi dell'indumento.
Tuttavia non ci riesce, e una minaccia più grande incombe su Notopia, in cima alle scale del gigante, una catena montuosa fatta da moltissime valli, vive il popolo dei Rudi-Rolli, grandi palle con testa e arti che possono attingere al proprio corpo.
Il capo dei Rudi-Rolli, decise di invadere Nolandia.
Nel frattempo Zixi aveva rubato il mantello magico di Fiocco, anche se non poté usarlo, in quanto rubato.
I Rudi-Rolli fecero schiavo il popolo di Notopia, ma per fortuna la zia Rivetta (cui usò il mantello per farsi crescere due ali) salvò i due nipoti e li condusse dalla regina Zixi.
Assieme crearono una fiala da mettere nella zuppe dei Rudi-Rolli, essa li avrebbe fatti addormentare e subito il regno di Nolandia sarà salvato.
Il piano di Zixi funzionò, Lallo desiderò di essere il migliore re che Nolandia avesse mai avuto e tutti vissero felici e contenti.

## Adattamenti
Dal libro è stato tratto nel 1914 il film muto The Magic Cloak of Oz, diretto da J. Farrell MacDonald.